# Нова праця (газета)
«Нова праця» — чорнухинська районна україномовна суспільно-політична газета (Полтавська область).

## Історія
Перший номер чорнухинської районної газети «Нова праця» вийшов з друку 6 січня 1932 року.
Під час окупації району німцями вихід газети було припинено.
Після війни видання газети було відновлено з поступовим нарощуванням накладу.
У другій половині 1970-х років газета виходила тиражом понад 6400 примірників, тричі на тиждень — у вівторок, четвер і суботу.
Редакція газети розташовувалася за адресою: смт. Чорнухи, вул. Леніна, 22.
У 1997 р. на базі редакції Чорнухинської районної газети було утворене Приватне підприємство «Редакція газети „Нова праця“», зарееєстроване за адресою: смт. Чорнухи, вул. Г. Сковороди, 2.
У 2020 р. газета виходила двічі на тиждень.

## Зміст
Основним наповненням газети є новини, місцева самоврядність, соціальні проблеми, економіка, сільське господарство, правовий захист, анонси подій у культурному житті.

## Галерея

Приклад 4-ї сторінки газети, 13 грудня 1973Приклад 4-ї сторінки газети, 13 грудня 1973